# Bunkermuseum Zoutelande
Bunkermuseum Zoutelande is een museum in een bunkercomplex in de Zeeuwse plaats Zoutelande. Het museum werd officieel geopend op 21 juni 2002.
Het complex maakte deel uit van de Atlantikwall. Twee bunkers van het complex Stützpunkt Lohengrin zijn opengesteld. De afstand tussen de bunkers is ongeveer 500 meter. De muren en het dak zijn gemaakt van beton met een dikte van twee meter. Het andere bunkercomplex in Zoutelande werd naar een andere opera van Richard Wagner genoemd: Stützpunkt Meistersinger.

## Bunkers

### Bunker 1
In bunker 1 is een type 502 bunker (Regelbau 502) en hier waren de verblijfsruimtes voor twintig mannen. Hier was ook de communicatieruimte.  

### Bunker 2
Bunker 2 ligt in een van de hoogste duinen van Nederland en werd in 1942 of 1943 gebouwd. Hier was een observatiepost type 143. Hij heeft een pantserstalen uitkijkkoepel met een periscoop. De bunker had vrij uitzicht op de Westerschelde. Als de vijand in zicht was, werd deze beschoten door de kustbatterijen, maar als de vijand zou landen, konden de waarnemingen per radio of telefoon doorgegeven worden aan de batterijen veldartillerie die achter de duinen opgesteld waren.

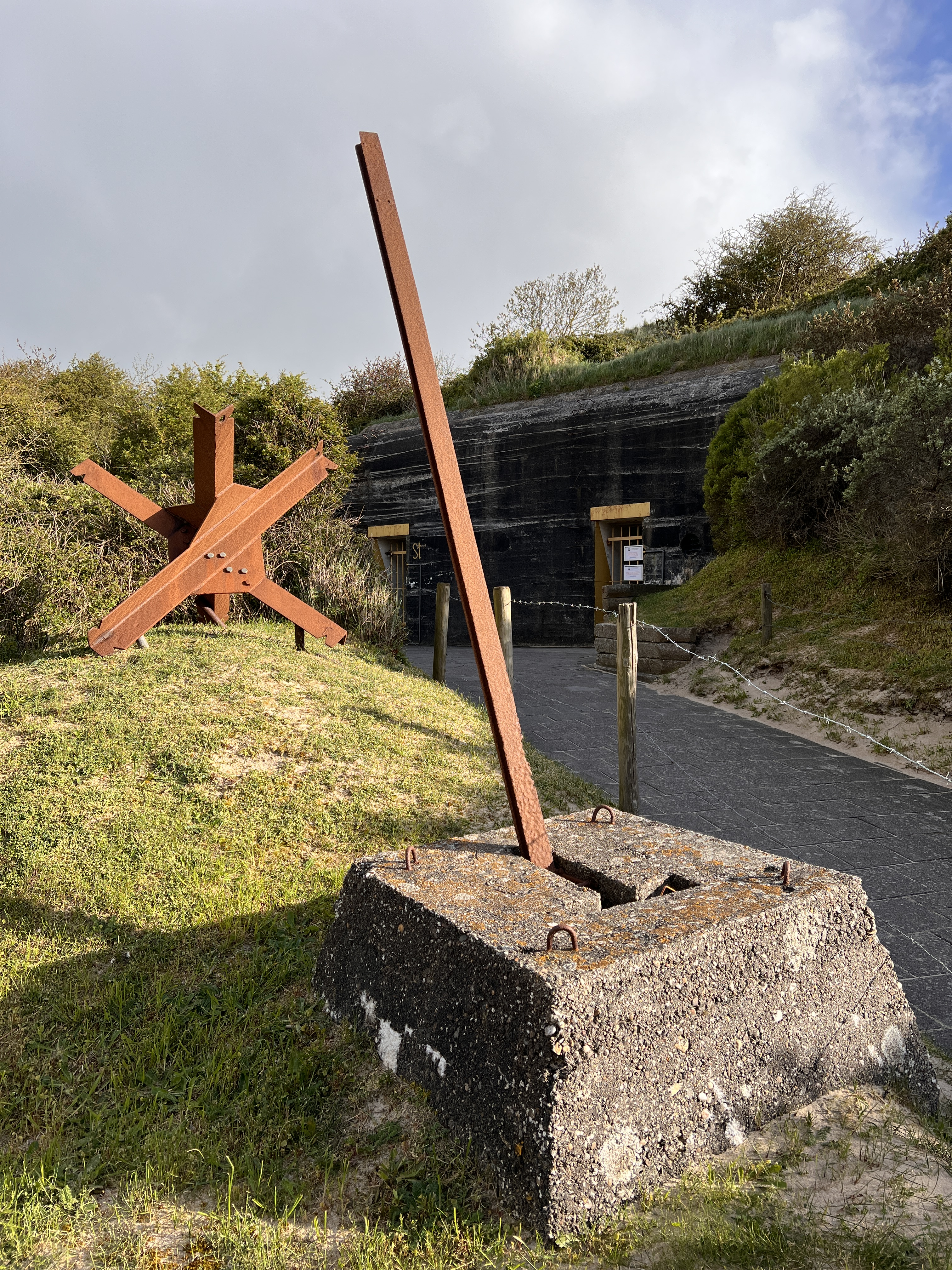
Bunkermuseum, bunker 1
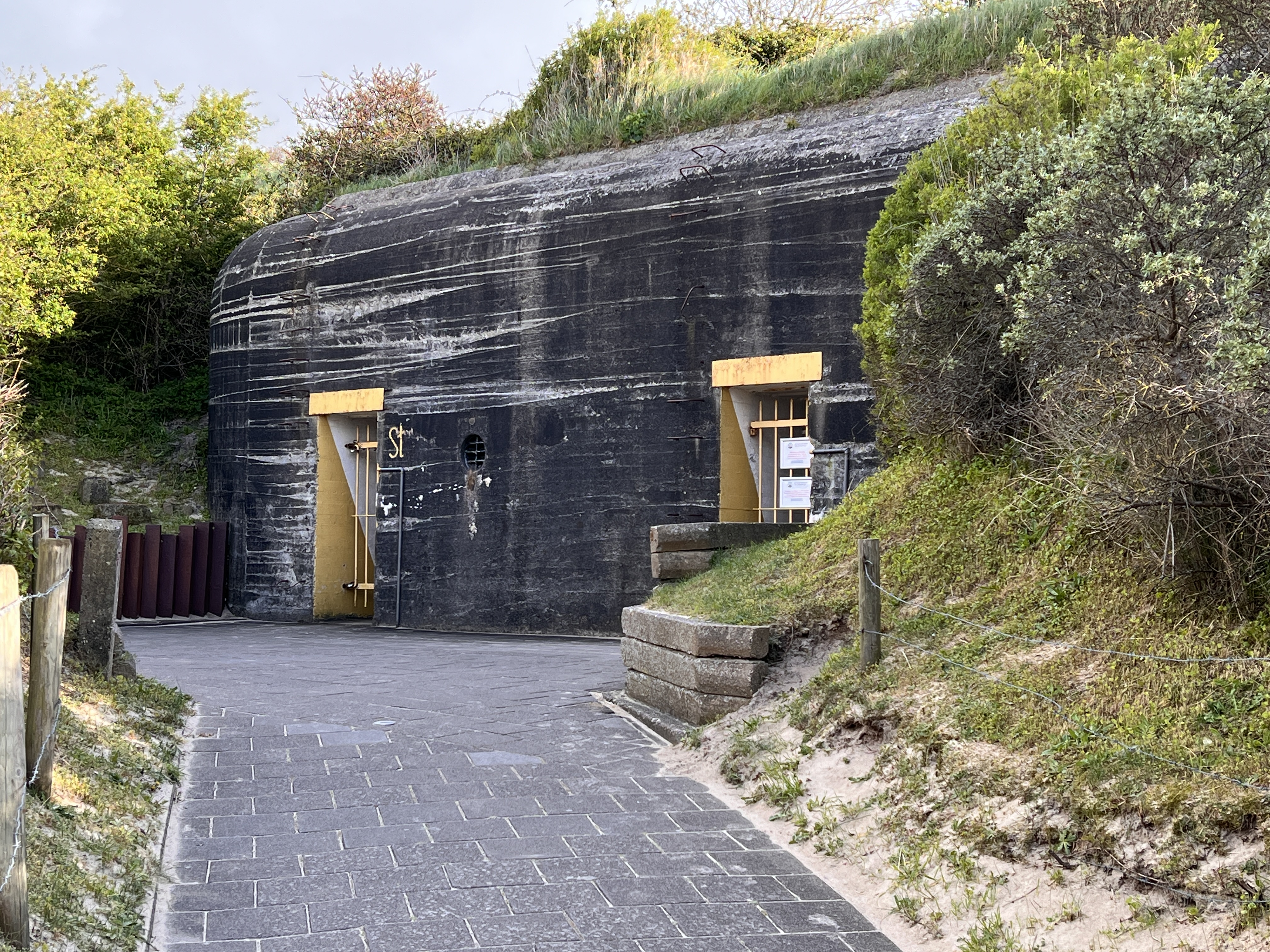
Bunker 1
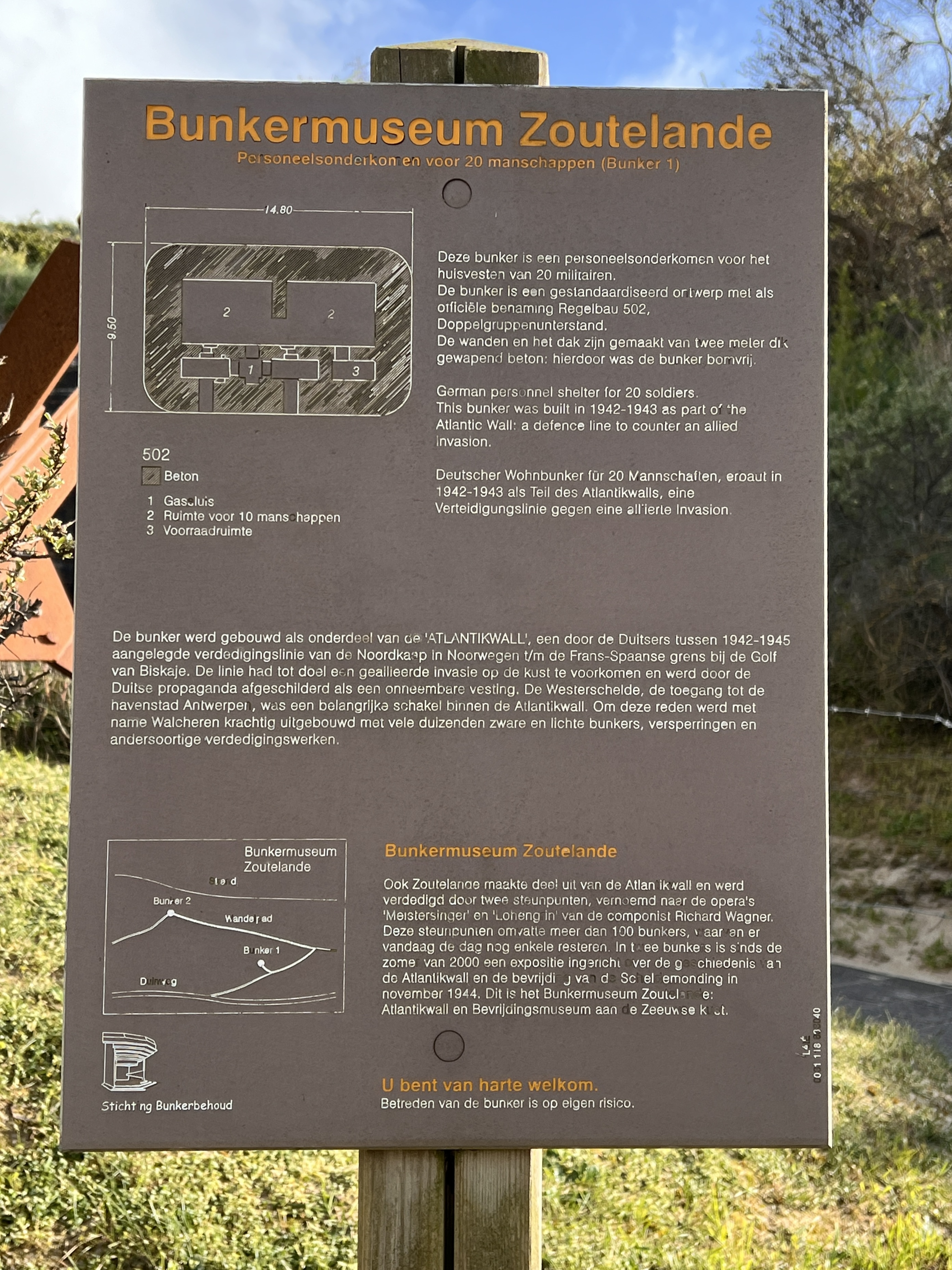
Infobord bunkermuseum
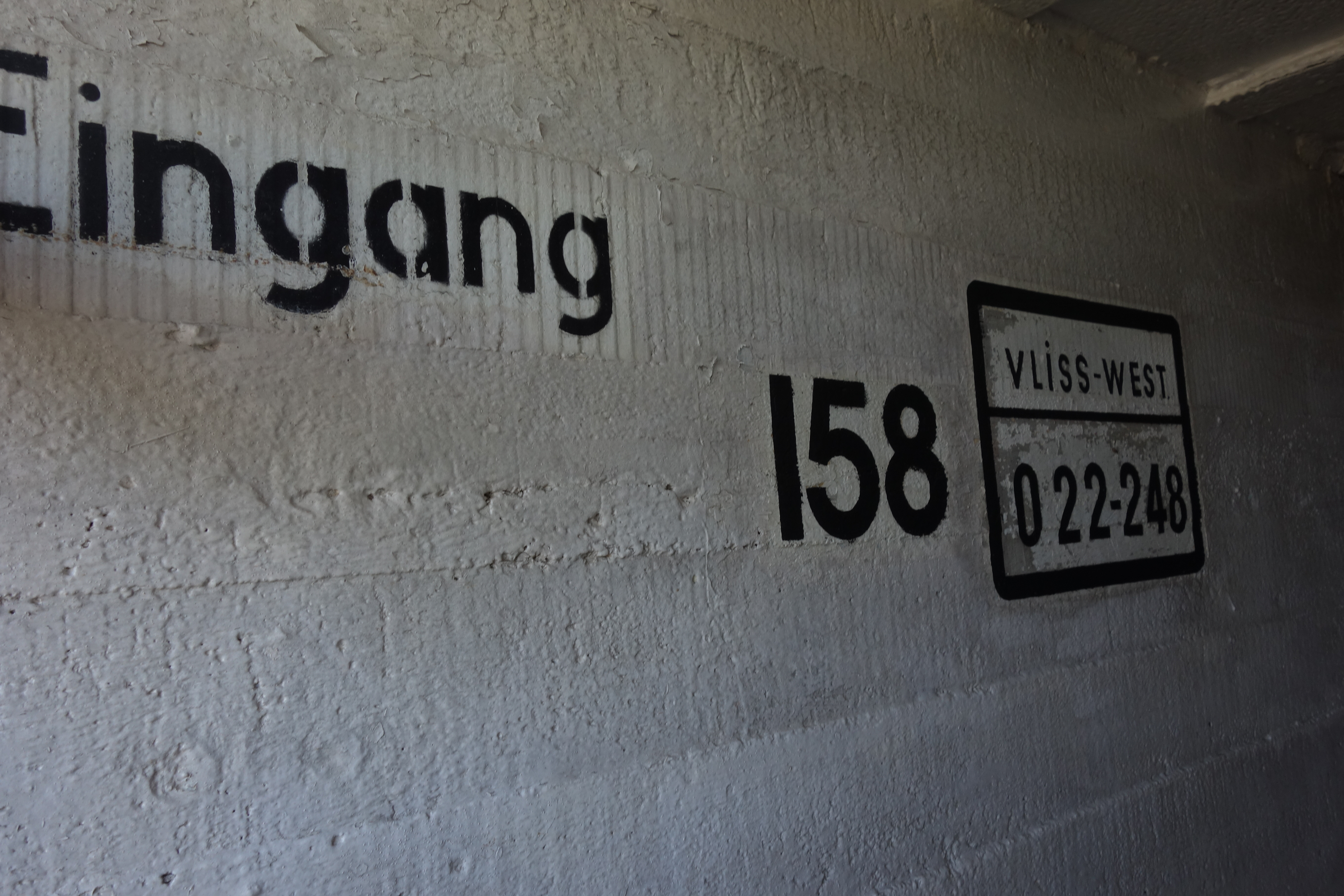
Ingang Bunker 1
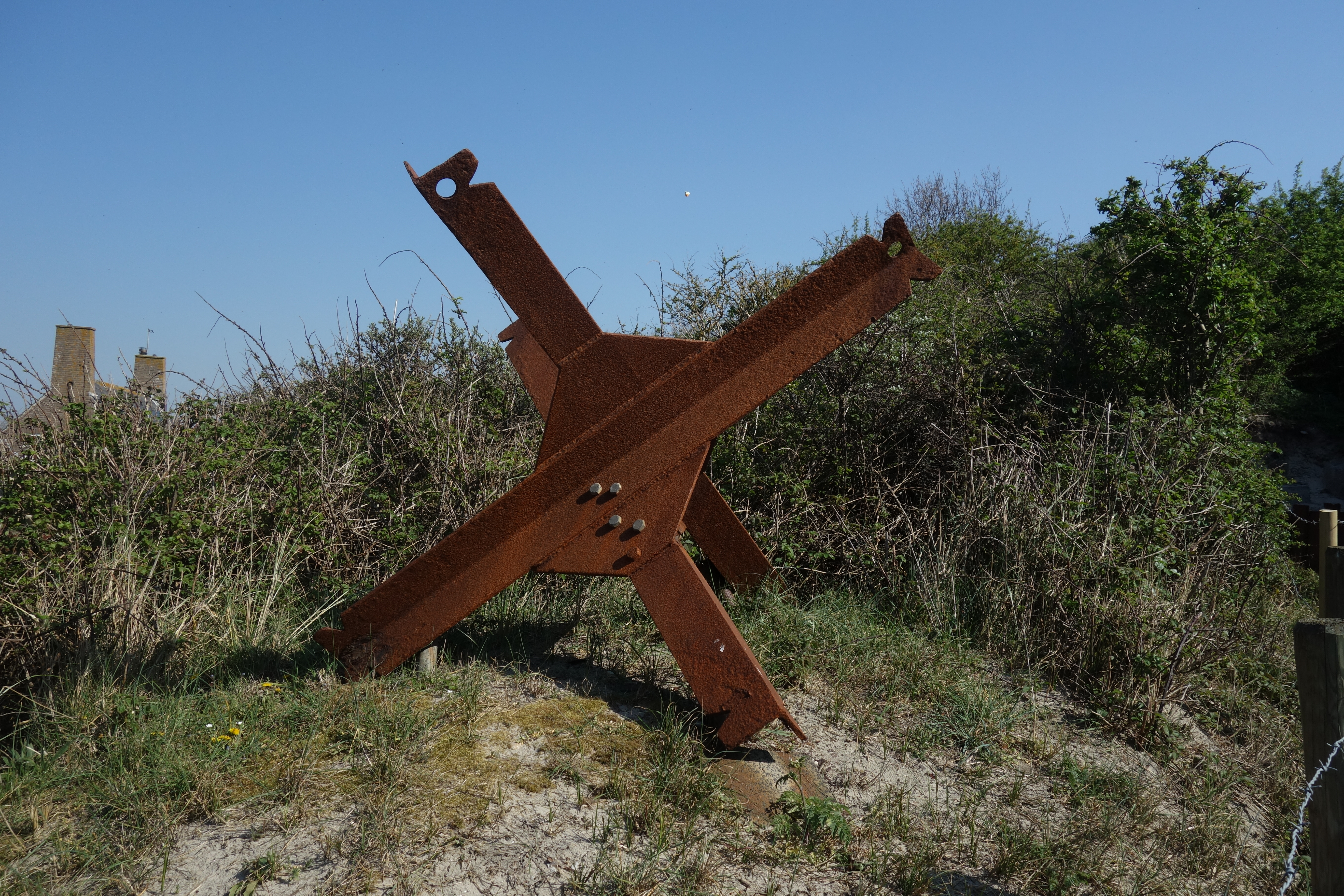
Tsjechische egel